# Michael Wolffsohn

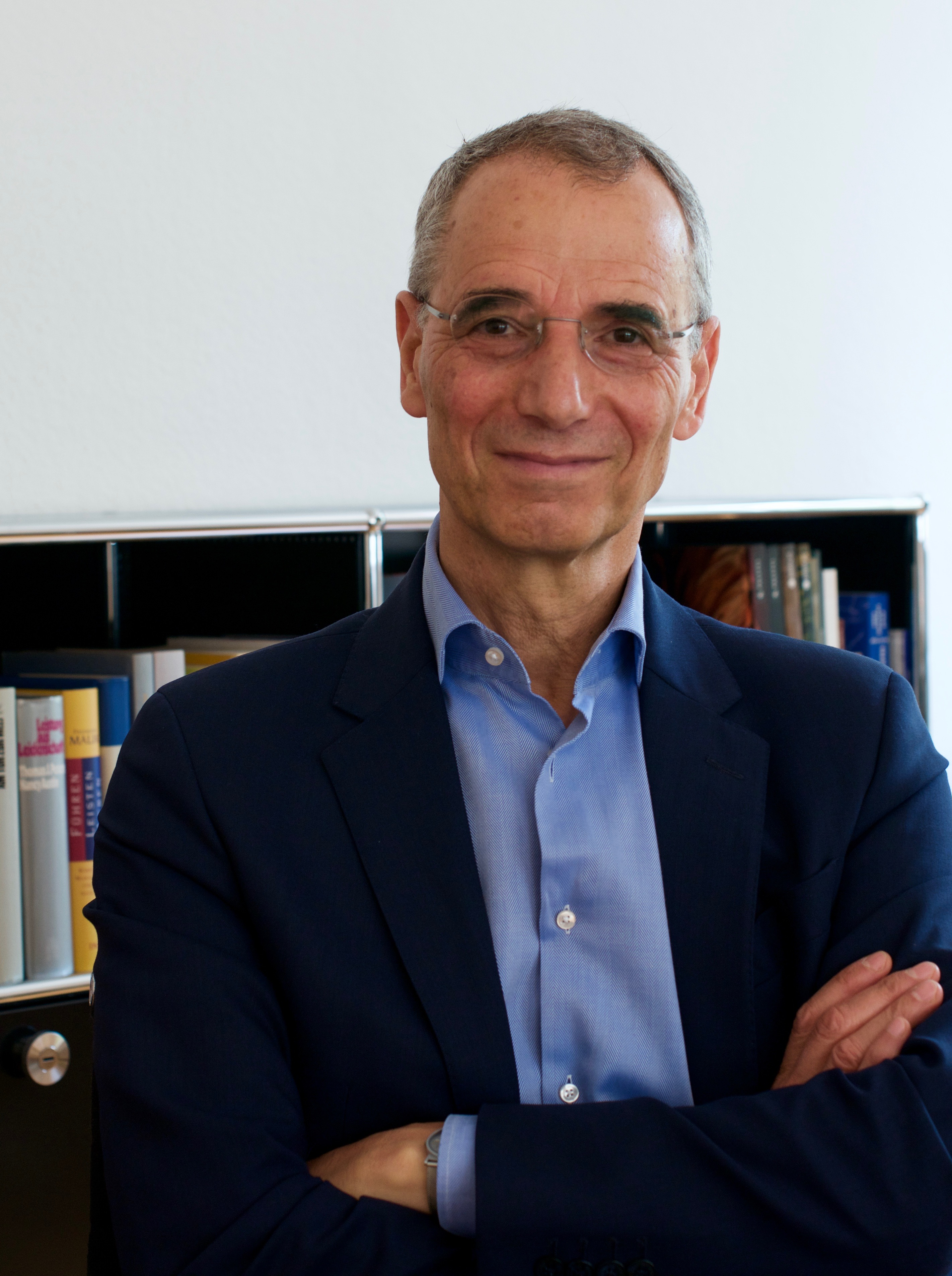
Michael Wolffsohn, 2017

Michael Wolffsohn (* 17. Mai 1947 in Tel Aviv, Britisches Mandatsgebiet Palästina) ist ein deutscher Historiker und Publizist. Er lehrte von 1981 bis 2012 Neuere Geschichte an der Universität der Bundeswehr München.

## Leben
Michael Wolffsohns Eltern Max Wolffsohn (1919–2000) und Thea Saalheimer (1922–2023) lernten sich in Tel Aviv kennen, nachdem beide 1939 als jüdische Flüchtlinge aus Deutschland mit ihren Eltern nach Palästina gekommen waren. Michael Wolffsohns Großväter waren vaterseitig der Verleger und Kinopionier Karl Wolffsohn und mutterseitig der Bamberger Textilgroßhändler Justus Saalheimer (1887–1964). Nach der Einschulung in Israel 1953 siedelte er 1954 mit seinen Eltern nach West-Berlin über und begann 1966 sein Studium an der Freien Universität Berlin. Von 1967 bis 1970 diente er als Wehrpflichtiger in der israelischen Armee und wurde unter anderem nach dem Sechstagekrieg in den Palästinensischen Gebieten eingesetzt. Während seines Wehrdienstes bestand er 1968 das israelische Abitur. Danach kehrte er nach Berlin zurück. Wolffsohn hatte zunächst die deutsche und die israelische Staatsbürgerschaft; letztere gab er 1984 auf. Er unterlag damit nicht mehr der israelischen Wehrpflicht.
Er studierte Geschichte, Politikwissenschaft und Volkswirtschaft an der Freien Universität Berlin, der Universität Tel Aviv und der Columbia University in New York City. Im Jahre 1975 wurde er bei Wolfram Fischer in Geschichte an der FU Berlin zum Dr. phil. promoviert. Von 1975 bis 1980 arbeitete er als wissenschaftlicher Mitarbeiter an der Universität des Saarlandes. Im Februar 1980 folgte an der Universität des Saarlandes seine erste Habilitation in Politikwissenschaft an der Rechts- und Wirtschaftswissenschaftlichen Fakultät bei Jürgen Domes, danach die zweite Habilitation in Zeitgeschichte an der Philosophischen Fakultät. In den Jahren 1980/81 war er Lehrstuhlvertreter an der Hochschule der Bundeswehr Hamburg. Von September 1981 bis zu seiner Emeritierung 2012 lehrte Wolffsohn an der Universität der Bundeswehr München als Professor für Neuere Geschichte. Im Jahre 1991 gründete er dort die Forschungsstelle Deutsch-Jüdische Zeitgeschichte.
Seine Forschungsschwerpunkte liegen auf dem Gebiet der Internationalen Beziehungen, der israelischen und deutsch-jüdischen Geschichte sowie der historischen Demoskopie (= Umfragen in vordemoskopischer Zeit). Er ist Autor zahlreicher Bücher und schreibt für mehrere Zeitungen im In- und Ausland, beispielsweise für Die Welt, Bild, Neue Zürcher Zeitung und den Tagesspiegel. Immer wieder ist er Gast in Fernsehdiskussionen wie Hart aber fair, Anne Will, Maischberger oder Maybrit Illner. Wolffsohn war Mitglied im Stiftungsrat der Eugen-Biser-Stiftung und Vorsitzender der Jury des Eduard-Rhein-Kulturpreises. 1993 war er Gastprofessor am Dartmouth College in Hanover, New Hampshire.
Von 1980 bis 1982 war er Präsidiumsmitglied des Deutschen Hochschulverbandes. Anfang der 1990er Jahre wurde er Mitglied im Collegium Europaeum Jenense. 1992 wurde er Mitglied der Europäischen Akademie für Wissenschaft und Künste. Seit 2001 ist er Mitglied des Kuratoriums der Goethe-Gesellschaft; von 2001 bis 2015 war er Mitglied des Kuratoriums der Eduard-Rhein-Stiftung. Seit 2002 gehört er dem Research Board of Advisors im American Biographical Institute an und ist Ehrenmitglied im Verein Deutsche Sprache.
Von Juli 2008 bis September 2009 war Wolffsohn Vorstandsmitglied und Kulturreferent der Israelitischen Kultusgemeinde München und Oberbayern. Dann trat er wegen „unüberbrückbarer inhaltlicher und organisatorischer Differenzen“ von diesem Posten zurück.

### Gartenstadt Atlantic
Im Jahr 2000 erbte er die von seinem Großvater Karl Wolffsohn (1881–1957) 1937 erworbene Gartenstadt Atlantic im Berliner Stadtteil Gesundbrunnen. Zusammen mit seiner Frau Rita (Tochter von Wilhelm Braun-Feldweg), den drei erwachsenen Kindern und angeheirateten Partnern, erfolgte, als Familie-Projekt, laut Eigendarstellung durch Verzicht auf den Großteil seines eigenen Vermögens, von 2001 bis 2005, die Komplettsanierung. Sie gründeten zeitgleich 2001 die dazugehörige, nach dem Kino des Großvaters Karl benannte "Lichtburg Stiftung". Rita Wolffsohn leitet die Hausverwaltung der Gartenstadt Atlantic. Die denkmalgeschützte Wohnanlage wurde mehrmals ausgezeichnet und ist ein gemeinnütziges deutsch-jüdisch-islamisch-interkulturelles Kultur- und Integrationsprojekt.

## Politische Positionen und Kontroversen
Wolffsohn bezeichnet sich als „einen kosmopolitischen deutsch-jüdischen Patrioten“ und sieht sich in der Tradition der Emanzipation. Wiederholt unterstrich er, dass die Geschehnisse des Nationalsozialismus keine Gründe gäben, die auf Dauer die Integration des Judentums in die deutsche Nachkriegsgesellschaft belasten müssten; der Nationalsozialismus sei kein Einwand dagegen, dass Juden, zumindest seiner Generation, stolz auf Deutschland sein könnten. Diese Haltung ist besonders in seinem Buch Keine Angst vor Deutschland! beschrieben. Er wirbt für Verständnis für die israelische Position und stand der Friedenspolitik von Jitzhak Rabin nahe. Im Bereich der Sicherheitspolitik und in Bezug auf die Abwehr von Terrorgefahren hält Wolffsohn unter anderem Integrationsdefizite der westeuropäischen Gesellschaften für ein Hauptproblem.
Wolffsohn wird oft als Konservativer bezeichnet. Er stieß wiederholt bei der politischen Linken auf Unverständnis, so etwa mit seiner Haltung zur Terrorbekämpfung der USA oder zu den israelisch-palästinensischen Beziehungen. Ausdrückliche Unterstützung erhalten Wolffsohns Ansichten bei diversen Konservativen und auch bei einigen Publizisten wie Henryk M. Broder und Josef Joffe, einem ehemaligen Mitherausgeber der Wochenzeitung Die Zeit.
Im August 2023 nahm er den stellvertretenden bayerischen Ministerpräsidenten Hubert Aiwanger in der sogenannten Flugblattaffäre in Schutz.
Der Vorsitzende des Zentralrates der Juden in Deutschland, Ignatz Bubis, nannte 1992 Wolffsohn den „Vorzeigejude[n] der deutschen Rechtsradikalen“. Wolffsohn forderte später den Rücktritt von Bubis.

### Nahost-Konflikt und Konfliktlösung durch Föderalismus
Wolffsohn hat mehrere Bücher und zahlreiche Aufsätze zum Nahostkonflikt publiziert. Schon frühzeitig vertrat er die vergleichsweise wenig verbreitete These, dass der Staat Jordanien, dessen Bevölkerung mehrheitlich aus Palästinensern bestehe und dessen Staatsgebiet zumindest vorübergehend zum Mandatsgebiet Palästina gehörte, Teil eines zu schaffenden Palästinenserstaates sein müsse und werde. Er bekräftigte die These im Jahr 2011, als er die Gründung einer Bundesrepublik Jordanien-Palästina vorschlug, und vertiefte diesen Ansatz einer föderalen Lösung aus Bundesstaat und Staatenbund in seinem Buch Zum Weltfrieden (2015).
Der Historiker Wolffsohn vertritt die Überzeugung, dass viele regionale Spannungsherde (etwa im Nahen Osten, auf dem Balkan, in Nordafrika oder der Ost-Ukraine) durch die Einführung föderaler Strukturen befriedet werden könnten. In der Zeitung Die Welt vom 17. April 2015 schreibt er:

„Das Schlüsselwort heißt Föderalisierung. Hier muss man zwischen zwei Grundformen unterscheiden: der territorialen und der personalen Selbstbestimmung der jeweiligen Gemeinschaften. Wo gemeinschaftliche Strukturen innerhalb eines Staates territorial zuzuordnen sind, bietet sich die Gründung eines Bundeslandes x, y oder z innerhalb einer Bundesrepublik A an. Es versteht sich von selbst, dass in dem Bundesland Minderheitenschutz garantiert werden muss. Auch koordinierende Strukturen zwischen Bundesländern verschiedener Staaten bzw. Bundesrepubliken wären in Form einer Föderation der Bundesländer denkbar, die jedoch keinen Staat darstellt. Das wäre eine Variante zu den bekannten Staatenbünden bzw. Konföderationen. Wo Selbstbestimmung der Gemeinschaften territorial nicht möglich ist, wäre sie unabhängig vom Wohngebiet der jeweiligen Gruppe deren Mitgliedern personal zu gewähren.“

### Juden und Antisemitismus
Den erstarkenden Antisemitismus in Europa und Deutschland führt Wolffsohn maßgeblich auf die Einwanderung aus muslimischen Ländern zurück. In einem Beitrag für die NZZ am Sonntag am 29. April 2018 schreibt er:

„Wenn nicht alles täuscht, steht Westeuropa derzeit erneut vor einem mörderischen Antisemitismus. Der Fundamentalwandel, der ihn diesmal begleitet, ist die demografische Revolution, ausgelöst durch die muslimische Migration.“

Europas Muslime seien eine große Minderheit. Sie werde noch größer und damit politisch gewichtiger werden.

„Wer künftig in Europa Wahlen gewinnen will, muss nicht zuletzt sie [die Muslime] gewinnen. Die bisher so lasche Reaktion der Politik auf den islamischen Antisemitismus sowie der zunehmend anti-israelische EU-Kurs sind auch so zu erklären.“

Der Staat sei ohnmächtig und könne die Sicherheit der Juden nicht garantieren:

„Deshalb werden immer mehr Juden, wie die französischen, Westeuropa verlassen und nach Israel auswandern.“

Wolffsohn vertritt die Auffassung, dass die Polizeiliche Kriminalstatistik antisemitische Straftaten nicht korrekt den Haupt-Tätergruppen (Rechtsextreme, Linksextreme, Islamisten) zuordnet. Die Statistik unterliege einer politischen gewollten Steuerung, der muslimische Antisemitismus werde aus integrationspolitischen Gründen verniedlicht und tabuisiert, schrieb er am 1. Juni 2019 in einem Artikel für die Bild-Zeitung:

„Die statistische Erfassung des Antisemitismus ist falsch. Das gilt für die Bundes- ebenso wie für die Länderebene. Falsch ist dabei nicht die Zählung der antisemitischen Taten, sondern die politische Zuordnung (Kategorisierung) der Täter. Das ist geschichts- und integrationspolitisch gewollt oder zumindest so gesteuert, dass der muslimische Antisemitismus in Gedanken, Wort, Tat und somit in Zahlen verniedlicht wird.“

Im selben Zeitungsartikel heißt es:

„Unabhängig von ihrer jeweiligen Gewichtung gibt es heute drei Quellen (für) Judenfeindschaft: Vom rechten und linken und muslimischen Rand. Benannt wird eigentlich nur der rechte, selten der linke und noch seltener der muslimische. Aus Angst, integrationspolitisches Porzellan zu zerschlagen, wird der muslimische tabuisiert und damit befördert. Doch Angst ist ein schlechter Diagnostiker und ein noch schlechterer Therapeut. Ohne richtige Diagnose keine Heilung.“

Die Neuformulierung der Karfreitagsfürbitte für die Juden im Usus antiquor durch Benedikt XVI., in der wieder für die Bekehrung der Juden zum „wahren“, also dem christlichen Glauben gebetet werden kann, kommentierte Wolffsohn im März 2008: Dies sei „der größte theologische Rückschritt in Bezug auf das Judentum der katholischen Kirche seit 1945“.

### Auslegung religiöser Pflichten im Judentum
Zu der durch ein Urteil des Landgerichts Köln vom 7. Mai 2012 ausgelösten Diskussion um die Rechtmäßigkeit der Beschneidung von Jungen aus religiösen Gründen – wie sie zum Beispiel im Judentum im Rahmen der Brit Mila durchgeführt wird – sagte Wolffsohn: „Nicht von der Vorhaut hängt das Judentum ab.“ Er begründet dies mit der „Tatsache, dass die biblische Erzählung über die Beschneidung nicht so eindeutig und ungebrochen ist wie behauptet“.

### Bundeswehr
Am 7. März 2008 wies Wolffsohn im Deutschlandradio Kultur darauf hin, dass das Eiserne Kreuz aus der Zeit der Freiheitskriege gegen Napoleon im 19. Jahrhundert stammt und nicht aus der NS-Zeit, dass also das NS-Argument nicht gegen eine Wiedereinführung als Orden der Bundeswehr spräche. Er sprach sich in dem Interview jedoch nicht explizit für eine Wiedereinführung des Eisernen Kreuzes aus.
Im August 2009 beklagte Wolffsohn in einem Interview mit der Zeitung Die Welt die „Ossifizierung“ der Bundeswehr, die durch den überproportionalen Anteil Ostdeutscher zu einer „Unterschichtenarmee“ zu werden drohe. Wolffsohn verteidigte in der Welt damit auch die Bundeswehrführung vor Kritik wegen vorkommender Missbrauchsfälle in der Bundeswehr. Nach Aussetzung der Wehrpflicht in Deutschland wiederholte Wolffsohn im April 2011 seine Thesen in der Welt, was zu einer öffentlichen Diskussion führte und worauf Verteidigungsminister Thomas de Maizière mit einer Replik ebenfalls in der Welt antwortete.
In einem Artikel in der Welt fordert er im März 2014 die Wiedereinsetzung der Wehrpflicht in Deutschland.

### Heuschreckendebatte
Im Jahr 2005 schaltete sich Wolffsohn in die sogenannte Heuschreckendebatte ein, die der SPD-Vorsitzende Franz Müntefering durch seine Kritik an den Buy-Out-Praktiken der Private-Equity- und Hedge-Fonds ausgelöst hatte. Müntefering hatte in einem Interview der Bild-Zeitung ihr Verhalten mit Heuschreckenschwärmen verglichen. Wolffsohn schrieb in der Rheinischen Post vom 3. Mai 2005 einen Artikel zum 8. Mai 1945, dem sich zum 60. Mal jährenden Tag des Kriegsendes in Europa. Darin warf er Müntefering vor, dass dieser wie einst die Nationalsozialisten Menschen mit Tieren gleichgesetzt habe:

„In der größten Regierungspartei des heutigen Deutschlands kursiere eine schwarze Liste von vermeintlich hyperkapitalistischen Unternehmen. Mindestens zwei sind ‚jüdisch‘ bzw. tragen jüdische Namen. Das wird, anders als ‚damals‘, natürlich nicht offen erwähnt, doch wer’s weiß, der weiß. […] 60 Jahre ‚danach‘ werden heute wieder Menschen mit Tieren gleichgesetzt, die – das schwingt unausgesprochen mit – als ‚Plage‘ vernichtet, ‚ausgerottet‘ werden müssen. Heute nennt man diese ‚Plage‘ ‚Heuschrecken‘, damals ‚Ratten‘ oder ‚Judenschweine‘. Worte aus dem Wörterbuch des Unmenschen, weil Menschen das Menschsein abgesprochen wird.“

Mehrere führende Politiker der rot-grünen Regierungskoalition und der FDP forderten daraufhin zum zweiten Mal innerhalb eines Jahres ein dienstrechtliches Vorgehen gegenüber Wolffsohn, was jedoch Verteidigungsminister Peter Struck als Dienstherr der Münchener Bundeswehr-Universität ablehnte. Paul Spiegel, der damalige Präsident des Zentralrates der Juden in Deutschland, stellte fest, dass Vergleiche von Menschen mit Tieren „grundsätzlich unglücklich“ seien, bezeichnete einen Nazivergleich in Zusammenhang mit Müntefering und der SPD aber als absurd.

### Innere und Äußere Sicherheit
Wolffsohn kritisiert, der deutsche Staat sei nicht mehr in der Lage, seine Bürger ausreichend vor Gefahren im Inneren und von Außen zu schützen. In der Zeitung Die Welt vom 21. Mai 2016 schreibt er:

„Unser Staat zerbröselt. Eines von vielen Alarmsignalen ist der Appell des Staates an die Zivilcourage seiner Bürger. Es bedeutet im Klartext: ‚Ihr müsst euch selber schützen. Wir sind dazu nicht mehr fähig.‘ Damit schafft sich der Staat selbst ab, denn der Schutz seiner Bürger nach innen und außen ist der instrumentelle, funktionale Seinsgrund eines jeden Staates.“

Nach dem Einmarsch Russlands in die Ukraine äußerte er in einem Essay:

„Gesucht sind fähige Analysten und in Behörden keine Laienspieler wie der BND-Chef, der von Putins Angriff in der Ukraine übertölpelt wurde.“

### Jakiw Palij
Nach der im August 2018 erfolgten Abschiebung des KZ-Aufsehers Jakiw Palij aus den USA nach Deutschland sprach sich Wolffsohn gegen ein Gerichtsverfahren aus, da es „aus diesem alten Mann einen Märtyrer machen“ würde. Stattdessen solle die Bundesregierung seine Straftaten veröffentlichen, denn Deutschland trage „hier historische Verantwortung. Der Mann trug eine deutsche Uniform. Er hat mitgemordet.“ Am sinnvollsten sei es, so Wolffsohn, wenn Palij fortan in der Öffentlichkeit eine Armbinde mit der Aufschrift „Ich war KZ-Wächter“ tragen müsse als „wirksame Strafe für ihn und Abschreckung für andere“.

### Folterdebatte
Im Frühjahr 2004 zog Wolffsohn Kritik auf sich, als er in der n-tv-Talkshow Maischberger am 5. Mai 2004 sagte:

„Wenn wir mit Gentleman-Methoden den Terrorismus bekämpfen wollen, werden wir scheitern. […] Als eines der Mittel gegen Terroristen halte ich Folter oder die Androhung von Folter für legitim.“

In der Frankfurter Allgemeinen Zeitung vom 28. Juni 2004 nahm Wolffsohn zu der Kritik ausführlich Stellung und begründete seine Position: Die Juden hätten aus dem Holocaust die Lehre gezogen: Nie wieder Opfer! Die Deutschen hingegen hätten die Schlussfolgerung verinnerlicht: Nie wieder Täter! Weiter schreibt er:

„Wie die Deutschen aus ihrer Geschichte lernten, nie wieder Täter sein und Gewalt anwenden zu wollen, so haben wir Juden gelernt, daß wir Gewalt anwenden müssen, um nicht und nie wieder Opfer zu sein.“

Die Position der meisten Juden zu den Themen Notwehr und präventive Gewalt beschreibt er im gleichen Artikel so:

„Nach Auschwitz sind unsere Nerven, auch die Nerven der jüdischen Nach-Holocaust-Generationen, ‚überreizt‘, in Israel und in der Diaspora. Deshalb haben die meisten heutigen Juden Herzls ‚Nie wieder!‘, das er allein politisch und diplomatisch und somit gewaltlos sichern wollte, um die militärische Komponente erweitert. […] Der neujüdische Konsens billigt […] die Gewaltkomponente nicht nur reaktiv, sondern notfalls auch präventiv, also vorwegnehmend. Für den politischen Zweck unseres Überlebens, in Notwehr, befürworten wir die Androhung und notfalls, notfalls, notfalls die Anwendung von Gewalt, also auch Krieg. Und die Gewalt des Terrors beantworten wir mit Gegengewalt, was wir für legitim halten; legitim, also ‚gerechtfertigt‘ beziehungsweise ‚vertretbar‘ oder ‚befürwortbar‘. Was legitim beziehungsweise vertretbar ist, ist denkbar, muß oder darf aber nicht unbedingt machbar oder erlaubt sein. Anders formuliert: Was legitim ist, ist weder automatisch legal, also Rechtens und dem geltenen Recht entsprechend. Und was eine Gesellschaft oder ein Staat möglicherweise rechtfertigt, ist noch lange kein geltendes Recht.“

## Gesellschaftliches Engagement
Michael Wolffsohn ist Vorsitzender des Vorstands der gemeinnützigen Lichtburg-Stiftung. Die 2001 von ihm und seiner Mutter gegründete Stiftung organisiert im Rahmen des Mikrokosmos Gartenstadt Atlantic Kultur-, Bildungs- und Integrationsprojekte in acht Lernwerkstätten für Kinder, Jugendliche und Senioren.
Als Vorstand der Gartenstadt Atlantic AG ist Wolffsohn Mitglied im Beirat Ost der Deutschen Bank.

## Auszeichnungen
- 1988: Bundesverdienstkreuz
- 1991: Alois-Mertes-Preis des Deutschen Historischen Instituts, Washington, DC
- 1992: Konrad-Adenauer-Preis der Deutschland-Stiftung für Wissenschaft
- 1992: Medaille „Pro Humanitate“ des Ost-West-Kulturwerks
- 1993: Deutscher Schulbuchpreis
- 1999: Preis des Deutschen Druiden-Ordens
- 2003: Jahrespreis der Stiftung für Abendländische Ethik und Kultur
- 2004: Auszeichnung der Gartenstadt Atlantic beim Wettbewerb „Das beste Konzept für innerstädtisches Wohnen“ der Stiftung Lebendige Stadt
- 2004: Ehrung des Lebenswerks durch Collegium Europaeum Jenense
- 2007: Berliner Bär (B.Z.-Kulturpreis)
- 2006–2009: Schirmherrschaft der Deutschen UNESCO-Kommission für den „Welttag der Kulturellen Vielfalt“ in der Gartenstadt Atlantic
- 2011: Verdienstmedaille des Collegium Europaeum Jenense
- 2012: Ehrengast der Deutschen Akademie Rom Villa Massimo
- 2012: Ehrenpreis der Deutsch-Israelischen Gesellschaft Aachen[44]
- 2016: Hochschullehrer des Jahres[45]
- 2018: Franz-Werfel-Menschenrechtspreis[46]
- 2022: Ehrenmitglied der jüdischen Gemeinde Bet Haskala (Berlin)[47]
- 2023: Israel-Jacobson-Preis 2023 der Union progressiver Juden in Deutschland[48]
- 2023: Verdienstorden des Landes Berlin[49]
- 2024: Großer Preis der Deutschen Akademie für Kinder- und Jugendliteratur e. V. Volkach[50][51]
- 2024: Arik-Brauer-Publizistikpreis[52]

## Schriften (Auswahl)
- Industrie und Handwerk im Konflikt mit staatlicher Wirtschaftspolitik?: Studien zur Politik der Arbeitsbeschaffung in Deutschland 1930 - 1934. Duncker und Humblot, Berlin 1977, ISBN 3-428-03893-2.
- Die Debatte über den Kalten Krieg: Politische Konjunkturen, Historisch-politische Analysen. Leske Verlag + Budrich, Opladen 1982, ISBN 3-8100-0368-9.
- Politik in Israel: Entwicklung und Struktur des politischen Systems. Leske Verlag + Budrich, Opladen 1983, ISBN 3-8100-0349-2.
- Israel: Grundwissen – Länderkunde; Politik – Gesellschaft – Wirtschaft. Leske Verlag + Budrich, Opladen 1984, ISBN 3-8100-0435-9.
- Politik als Investitionsmotor? Deutsche »Multis« in Lateinamerika. Lang Verlag, Frankfurt a. M.; Bern; New York; Nancy 1985, ISBN 3-8204-7487-0.
- German-Saudi Arabian arms deals 1936–1939 and 1981–1985: With an essay on West Germany’s jews. Lang Verlag, Frankfurt a. M.; Bern; New York 1985, ISBN 3-8204-7490-0.
- West Germany’s foreign policy in the era of Brandt and Schmidt, 1969–1982: An Introduction. Lang Verlag, Frankfurt a. M.; Bern; New York 1986, ISBN 3-8204-8616-X.
- Deutsch-israelische Beziehungen: Umfragen und Interpretationen 1952–1986. Bayerische Landeszentrale für Politische Bildungsarbeit, München 1986.
- Israel: polity, society, economy, 1882–1986: An introductory handbook. Humanities Press International, Atlantic Highlands, New Jersey 1987, ISBN 0-391-03540-1.
- Ungeliebter Markt: Staat und Wirtschaft in Israel. Bachem-Verlag, Köln 1987, ISBN 3-7616-0868-3.
- Mit Friedrich Schreiber: Nahost: Geschichte und Struktur des Konflikts. Leske Verlag + Budrich, Opladen 1988, ISBN 3-8100-0648-3.
- Mit Friedrich Schreiber: Kampf ums Heilige Land: Eine Dokumentationsreihe über die Geschichte des Nahostkonflikts. TR-Verlagsunion, München 1988.
- Ewige Schuld? 40 Jahre deutsch-jüdisch-israelische Beziehungen. Piper Verlag, München; Zürich 1988, ISBN 3-492-10985-3.
- Die Last und Chance der deutschen Vergangenheit. Mit Beiträgen von Lothar Kraft und Rudolf Pfister. Köllen Verlag, Bonn 1989, ISBN 3-88579-042-4.
- Keine Angst vor Deutschland! Straube, Erlangen; Bonn; Wien 1990, ISBN 3-927491-32-2.
- The World Jewish Congress and the End of the German Democratic Republic. German Historical Institute, Washington, D.C. 1991.
- Spanien, Deutschland und die »jüdische Weltmacht«: Über Moral, Realpolitik und Vergangenheitsbewältigung. Bertelsmann, München 1991, ISBN 3-570-00355-8.
- Mit Uwe Puschner: Geschichte der Juden in Deutschland: Quellen und Kontroversen; ein Arbeitsbuch für die Oberstufe des Gymnasiums. Bayerischer Schulbuchverlag, München 1992, ISBN 3-7627-6250-3.
- Wem gehört das Heilige Land?: Die Wurzeln des Streits zwischen Juden und Arabern. Bertelsmann, München 1992, ISBN 3-570-01622-6.
- Verwirrtes Deutschland?: Provokative Zwischenrufe eines deutschjüdischen Patrioten. Ed. Ferenczy bei Bruckmann, München 1993, ISBN 3-7654-2706-3.
- Frieden jetzt?: Nahost im Umbruch. Ed. Ferenczy bei Bruckmann, München 1994, ISBN 3-7654-2707-1.
- Die Deutschland-Akte: Tatsachen und Legenden. Ed. Ferenczy bei Bruckmann, München 1995, ISBN 3-7654-2730-6.
- Meine Juden – Eure Juden. Piper Verlag, München; Zürich 1997, ISBN 3-492-03637-6.
- Die wahren Deutschen – Politik und Gesellschaft von Napoleon bis Kohl und Schröder. Übersee-Club, Hamburg 1998.
- Die ungeliebten Juden: Israel – Legenden und Geschichte. Diana Verlag, München; Zürich 1998, ISBN 3-8284-5009-1.
- Mit Thomas Brechenmacher: Die Deutschen und ihre Vornamen: 200 Jahre Politik und öffentliche Meinung. Diana Verlag, München; Zürich 1999, ISBN 3-8284-5018-0.
- Mit Hardy Ostry (Hrsg.): 50 Jahre Israel. Mit Beiträgen von Michael Wolffsohn. Paulinus, Trier 1999, ISBN 3-7902-1356-X.
- Mit Thomas Brechenmacher: Geschichte als Falle. Deutschland und die jüdische Welt. Ars Una, Neuried 2001, ISBN 3-89391-311-4.
- Tod: Ein Tabu? Babel-Verlag, München 2003, ISBN 3-928551-99-X.
- Mit Eugen Biser: Ausgerechnet Israel?: Prominente Deutsche über einen wichtigen Partner. Ars Una, Neuried 2003, ISBN 3-89391-313-0.
- Deutsche, Juden und andere Weltbürger. Glaux Verlag, Jena 2004, ISBN 3-931743-73-X.
- Die Rolle Europas im Nahost-Konflikt. Universität Erfurt, Erfurt 2005.
- Mit Thomas Brechenmacher: Denkmalsturz? Brandts Kniefall. Olzog Verlag, München 2005, ISBN 3-7892-8162-X.
- München, wo es am schönsten ist: 77 Lieblingsplätze. Bostelmann & Siebenhaar, Berlin 2005, ISBN 3-936962-19-7.
- Weltkonflikte der Gegenwart: Diagnosen und Therapien. Ars et Unitas, Neuried 2008, ISBN 978-3-936117-50-9.
- Juden und Christen – ungleiche Geschwister: Die Geschichte zweier Rivalen. Patmos Verlag, Düsseldorf 2008, ISBN 978-3-491-72508-9.
- Mit Thomas Brechenmacher: Deutschland, jüdisch Heimatland: Die Geschichte der deutschen Juden vom Kaiserreich bis heute. Piper, München 2008, ISBN 978-3-492-04244-4.
- Mit Jürgen Eichhoff und Wilfried Seibicke: Name und Gesellschaft: Soziale und historische Aspekte der Namengebung und Namenentwicklung. Bibliographisches Institut, Mannheim 2009, ISBN 978-3-411-90099-2.
- Historische Theologie: Michael, Judas, Anne Frank. Universität Passau, Passau 2010.
- Mit Ralf Georg Reuth (Hrsg.): Das Gesicht der Diktatur: Das Dritte Reich in 3D-Photos. Mit Beiträgen von Michael Wolffsohn. Pendo Verlag, München; Zürich 2011, ISBN 978-3-86612-307-6.
- Mit Thomas Brechenmacher (Hrsg.): Über den Abgrund der Geschichte hinweg: Deutsch-jüdische Blicke auf das 20. Jahrhundert. Olzog Verlag, München 2012, ISBN 978-3-7892-8339-0.
- Zum Weltfrieden: Ein politischer Entwurf. Deutscher Taschenbuch Verlag, München 2015, ISBN 978-3-423-26075-6.
- Zivilcourage: Wie der Staat seine Bürger im Stich lässt. dtv, München 2016, ISBN 978-3-423-34885-0.
- Deutschjüdische Glückskinder: Eine Weltgeschichte meiner Familie. dtv, München 2017, ISBN 978-3-423-28126-3.
- Friedenskanzler? Willy Brandt zwischen Krieg und Terror. Mit Beiträgen von Thomas Brechenmacher, Lisa Wreschniok und Till Rüger. dtv, München 2018, ISBN 978-3-423-28992-4.
- Mit Reinhard Bingener (Hrsg.) und Michael Bröning: Stadt, Land, Volk: Ein Streitgespräch über die Zukunft der Demokratie. Edition Chrismon, Leipzig 2019, ISBN 978-3-96038-194-5.
- Tacheles: Im Kampf um die Fakten in Geschichte und Politik. Verlag Herder, Freiburg 2020, ISBN 978-3-451-38603-9.
- Mit Raimund Fastenbauer: Grundlagenwissen über Antisemitismus im Kontext von Migration und Integration: Unter besonderer Berücksichtigung des muslimischen Antisemitismus. Österreichischer Integrationsfonds, Wien 2020.
- Mit Susanne Schmugge (Interviewer): Antisemitismus heute: Michael Wolffsohn im Gespräch. kurz & bündig Verlag, Frankfurt a. M.; Basel 2020, ISBN 978-3-907126-35-6.
- Wir waren Glückskinder – trotz allem: Eine deutschjüdische Familiengeschichte. dtv, München 2021, ISBN 978-3-423-76331-8.
- Mit Frank-Lothar Kroll, Christian Hillgruber (Hrsg.): Die Hohenzollerndebatte. Beiträge zu einem geschichtspolitischen Streit. Duncker & Humblot, Berlin 2021, ISBN 978-3-428-18392-0.
- Eine andere jüdische Weltgeschichte. Verlag Herder, Freiburg; Basel; Wien 2022, ISBN 978-3-451-38978-8.
- Ewige Schuld? 75 Jahre deutsch-jüdisch-israelische Beziehungen. Langen Müller Verlag, München 2023, ISBN 978-3-7844-3651-7.
- Nie wieder? Schon wieder! Alter und neuer Antisemitismus. Herder, Freiburg 2024, ISBN 978-3-451-07239-0.
- Hallo, ich bin Jude! Eine kommentierte Textsammlung von Michael Wolffsohn. St. Michaelsbund, München 2024, ISBN 978-3-96411-010-7.